# Saint-Priest-Ligoure
Saint-Priest-Ligoure település Franciaországban, Haute-Vienne megyében. Lakosainak száma 696 fő (2022. január 1.). Saint-Priest-Ligoure Janailhac, Château-Chervix, Coussac-Bonneval, La Roche-l’Abeille, Saint-Jean-Ligoure és Vicq-sur-Breuilh községekkel határos.

## Népesség
A település népessége az elmúlt években az alábbi módon változott:
| Lakosok száma | 667  | 671  | 684  | 668  | 667  | 667  | 675  | 686  | 696  |
|               | 2013 | 2015 | 2016 | 2017 | 2018 | 2019 | 2020 | 2021 | 2022 |